# Hybrid Theory
Hybrid Theory – debiutancki album studyjny zespołu Linkin Park wydany 24 października 2000 roku. Płyta przejęła nazwę z poprzedniego minialbumu zespołu, Hybrid Theory EP. Wydana bez udziału jednego z członków ówczesnego składu zespołu – Davida „Phoenixa” Farrela.
Krążek sprzedał się na świecie w 30 mln egzemplarzy, co czyni go najlepiej sprzedającym się debiutem od czasów Appetite for Destruction Guns N’ Roses z 1987 roku oraz najlepiej sprzedającym się debiutanckim albumem w początkach XXI wieku. W Polsce nagrania uzyskały status platynowej płyty.
Cały album był wykonywany zarówno na pierwszej trasie, jak i na trasie promującej album The Hunting Party z 2014 roku. Przed każdym wykonaniem utworu „Wastelands”, zespół wykonywał jedną frazę utworu „Runaway”.

## Lista utworów
1. „Papercut” – 3:05
2. „One Step Closer” – 2:35
3. „With You” – 3:23
4. „Points of Authority” – 3:20
5. „Crawling” – 3:28
6. „Runaway” – 3:04
7. „By Myself” – 3:10
8. „In the End” – 3:36
9. „A Place for My Head” – 3:05
10. „Forgotten” – 3:14
11. „Cure for the Itch” – 2:37
12. „Pushing Me Away” – 3:11

Bonus CD
1. „Papercut” (Na żywo z Docklands Arena, Londyn) – 3:13
2. „Points of Authority” (Na żywo z Docklands Arena, Londyn) – 3:30
3. „A Place for My Head” (Na żywo z Docklands Arena, Londyn) – 3:11
4. „My December” – 4:20
5. „High Voltage (Remix)” – 3:45

## Twórcy

### Linkin Park
- Chester Bennington – wokale główne (oprócz „Cure for the Itch”)
- Mike Shinoda – rap, pianino („In the End”, „My December”), wokale, sampler, gitara rytmiczna („Crawling”, „Pushing Me Away”), syntezator
- Brad Delson – gitara solowa, gitara basowa
- Joseph Hahn – turntablizm, samplery, programowanie, wokale („Cure for the Itch”)
- Rob Bourdon – perkusja

### Pozostali muzycy
- Ian Hornbeck – gitara basowa („Papercut”, „A Place for My Head”, „Forgotten”)
- Scott Koziol – gitara basowa („One Step Closer”)
- The Dust Brothers – sekwencery, samplery („With You”)

## Pozycje na listach
| Państwo | Lista | Pozycja |
| ------- | ----- | ------- |
| Polska  | OLiS  | 18      |